# Mancenans
Mancenans és un municipi francès situat al departament del Doubs i a la regió de Borgonya - Franc Comtat. L'any 2007 tenia 346 habitants.

## Demografia

### Població
El 2007 la població de fet de Mancenans era de 346 persones. Hi havia 140 famílies de les quals 44 eren unipersonals (16 homes vivint sols i 28 dones vivint soles), 36 parelles sense fills, 56 parelles amb fills i 4 famílies monoparentals amb fills.
La població ha evolucionat segons el següent gràfic:
Habitants censats

### Habitatges
El 2007 hi havia 147 habitatges, 139 eren l'habitatge principal de la família, 7 eren segones residències i 1 estava desocupat. 132 eren cases i 15 eren apartaments. Dels 139 habitatges principals, 122 estaven ocupats pels seus propietaris, 12 estaven llogats i ocupats pels llogaters i 5 estaven cedits a títol gratuït; 1 tenia una cambra, 2 en tenien dues, 18 en tenien tres, 31 en tenien quatre i 87 en tenien cinc o més. 121 habitatges disposaven pel capbaix d'una plaça de pàrquing. A 51 habitatges hi havia un automòbil i a 69 n'hi havia dos o més.

### Piràmide de població
La piràmide de població per edats i sexe el 2009 era:
| Homes | Edats   | Dones |
| ----- | ------- | ----- |
| 0     | 95 o +  | 0     |
| 0     | 90 a 94 | 0     |
| 4     | 85 a 89 | 8     |
| 0     | 80 a 84 | 0     |
| 0     | 75 a 79 | 8     |
| 8     | 70 a 74 | 12    |
| 12    | 65 a 69 | 12    |
| 16    | 60 a 64 | 4     |
| 4     | 55 a 59 | 4     |
| 4     | 50 a 54 | 12    |
| 16    | 45 a 49 | 16    |
| 12    | 40 a 44 | 8     |
| 4     | 35 a 39 | 8     |
| 20    | 30 a 34 | 8     |
| 4     | 25 a 29 | 4     |
| 4     | 20 a 24 | 12    |
| 0     | 15 a 19 | 4     |
| 16    | 10 a 14 | 0     |
| 4     | 5 a 9   | 12    |
| 12    | 0 a 4   | 4     |

## Economia
El 2007 la població en edat de treballar era de 211 persones, 157 eren actives i 54 eren inactives. De les 157 persones actives 143 estaven ocupades (81 homes i 62 dones) i 14 estaven aturades (6 homes i 8 dones). De les 54 persones inactives 21 estaven jubilades, 20 estaven estudiant i 13 estaven classificades com a «altres inactius».

### Ingressos
El 2009 a Mancenans hi havia 137 unitats fiscals que integraven 338 persones, la mediana anual d'ingressos fiscals per persona era de 16.231 €.

### Activitats econòmiques
Dels 6 establiments que hi havia el 2007, 1 era d'una empresa alimentària, 1 d'una empresa de construcció, 2 d'empreses de comerç i reparació d'automòbils, 1 d'una empresa de serveis i 1 d'una entitat de l'administració pública.
L'any 2000 a Mancenans hi havia 5 explotacions agrícoles.

## Equipaments sanitaris i escolars
El 2009 hi havia una escola elemental integrada dins d'un grup escolar amb les comunes properes formant una escola dispersa.

## Poblacions més properes
El següent diagrama mostra les poblacions més properes.